# Bloodstained Endurance
Bloodstained Endurancees el sexto álbum de studio de la banda noruega  black / gothic metal Trail of Tears.
Fue el primer disco publicado desde la salida de Kjetil Nordhus, Runar Hansen, Kjell Rune Hagen, y Jonathan Pérez, quienes se marcharon en noviembre de 2006, obligando a su líder  Ronny Thorsen a organizar una nueva banda.
Adicionalmente, fue el primer trabajo con la soprano Cathrine Paulsen desde el disco de 2002, A New Dimension of Might, quien además colaboró en la composición de la mayoría de las canciones del álbum.
La cubuerta fue obra del artista gráfico estadounidense  Travis Smith y presenta el logo de la banda utilizado en dicho álbum.
El 2 de abril de 2009, la canción "The Feverish Alliance" fue publicada en el sitio oficial de la banda en Myspace. Más tarde, la canción "Once Kissed By the Serpent (Twice Bitten By Truth)" fue también agregada.

## Lista de canciones
1. "The Feverish Alliance" – 4:02 (Olsen, Paulsen, Thorsen)
2. "Once Kissed by the Serpent (Twice Bitten by Truth)" – 3:22 (Olsen, Paulsen, Thorsen)
3. "Bloodstained Endurance" – 3:36 (Næss, Paulsen, Thorsen)
4. "Triumphant Gleam" – 3:41 (Olsen, Paulsen, Thorsen)
5. "In the Valley of Ashes" – 3:55 (Næss, Paulsen, Thorsen)
6. "A Storm at Will" – 4:00 (Næss, Trail Of Tears)
7. "Take Aim. Reclaim. Prevail" – 3:12 (Olsen, Paulsen, Thorsen)
8. "The Desperation Corridors" – 4:13 (Moe, Næss, Paulsen, Thorsen)
9. "Farewell to Sanity" – 4:32 (Moe, Næss, Paulsen, Trail Of Tears)
10. "Dead End Gaze" – 3:58 (Næss, Olsen, Paulsen, Thorsen)
11. "Faith Comes Knocking" – 4:32 (Olsen, Paulsen, Thorsen)
12. "Onward March the Merciless" (Bonus track on digipak) – 3:08

## Fechas de lanzamientos[1]
| Región                                                     | Fecha              | Etiqueta       | Formato      |
| ---------------------------------------------------------- | ------------------ | -------------- | ------------ |
| España, Finlandia                                          | 27 de mayo de 2009 | Napalm Records | Compact Disc |
| Alemania, Austria, Suiza, Italia, Benelux, Francia, Suecia | 29 de mayo de 2009 | Napalm Records | Compact Disc |
| El resto de Europa                                         | 1 de junio de 2009 | Napalm Records | Compact Disc |
| Estados Unidos, Canadá                                     | 2 de junio de 2009 | Napalm Records | Compact Disc |

## Personal

### Trail of Tears
- Ronny Thorsen – vocales
- Cathrine Paulsen − soprano
- Bjørn Erik Næss – guitarra
- Pål Olsen − guitarra
- Endre Moe − bajo
- Cato Jensen – batería

### Músicos invitados
- Audun Grønnestad - orquestaciones, samples

### Producción e ingeniería
- Terje Refsnes – producción
- Travis Smith – arte cubierta
- Masterización por Mika Jussila en Finnvox en Finlandia